# Hednota milvellus
Hednota milvellus là một loài bướm đêm trong họ Crambidae.